# Привільне (Нікопольський район)
Приві́льне — село в Україні, у Нікопольському районі Дніпропетровської області. Входить до складу Червоногригорівської селищної громади.
До 2017 року орган місцевого самоврядування — Дмитрівська сільська рада. Населення — 379 мешканців.

## Населення

### Мова
Розподіл населення за рідною мовою за даними перепису 2001 року:
| Мова       | Кількість | Відсоток |
| ---------- | --------- | -------- |
| українська | 237       | 62.54%   |
| російська  | 140       | 36.94%   |
| караїмська | 1         | 0.26%    |
| румунська  | 1         | 0.26%    |
| Усього     | 379       | 100%     |

## Географія
Село Привільне знаходиться на відстані 4 км від села Дмитрівка. По селу протікає пересихаючий струмок із загатою. Поруч проходить автомобільна дорога Р73.